# Libor Beránek
Libor Beránek (22. října 1965 Praha – 15. ledna 2024,  Praha) byl český grafik, ilustrátor, od roku 2016 člen SČUG Hollar, typograf.

## Život
Narodil se 22. října 1965 v Praze. V letech 1981 až 1985 absolvoval Odborné učiliště polygrafické v Praze. V letech 1988 až 1994 vystudoval Vysokou školu uměleckoprůmyslovou v Ateliéru ilustrace a grafiky (u profesora Jiřího Mikuly a profesora Jiřího Šalamouna). V letech 1993 a 1994 absolvoval kurz šperkařství na Internationale Sommerakademie für Bildende Kunst (u profesorek Ester Brinkmann, Johanny Dahm a Robin Qeegly). Od r. 1994 do r. 2003 působil na VŠUP jako odborný asistent profesora Jiřího Šalamouna. V roce 1998 byl jeho asistentem na Internationale Sommerakademie für Bildende Kunst, v roce 1999 byl asistentem Michele Lemieux na této Mezinárodní letní akademii v Salcburku. Kromě své volné tvorby během let realizoval také několik desítek knižních titulů pro různá vydavatelství. Za svou práci získal řadu ocenění. Zvláště v r. 1995 za Nejkrásnější knihu roku 1994, v r. 1996 získal Cenu Waltera Thiemana (v Německu), v r. 1996 obdržel stříbrnou medaili v soutěži Stiftung Buchkunst (International competition "Best designed books from all over the world" v Lipsku, Německo), v r. 1996 na Bienále knižného umenia v Martině získal Cenu primátora města Martin (za nejvýraznější výtvarný přínos v kategorii do 35 let). V r. 2014 dostal Čestné uznání v kategorii sítotisku v soutěži Grafika roku 2013. A v r. 2019 získal Výroční nakladatelskou cenu nakladatelství Olympia. Žil a pracoval v Praze.
Je zastoupen ve sbírkách Uměleckoprůmyslového muzea Praha, Památníku národního písemnictví Praha, Galerie Klatovy-Klenová, v Národním muzeu Praha a dalších. 

### Vzdělání
- 1981–1985 Odborné učiliště polygrafické v Praze
- 1988–1994 studium na VŠ uměleckoprůmyslové v Praze, Ateliér ilustrace a grafiky, prof. Jiří Mikula a prof. Jiří Šalamoun
- 1994 postgraduální studium v Ateliéru ilustrace a grafiky VŠUP
- 1993–1994 kurz šperkařství na Internationale Sommerakademie fur Bildende Kunst, Salcburk
- 1993 Atelier šperku (prof. Ester Brinkmann, Johanna Dahm)
- 1994 Atelier šperku (prof. Robin Qeegly)
- 2016 účast na sympoziu "Linoryt" pořádaném galerií Klatovy-Klenová

## Dílo

### Grafika, kresby, obrazy
V popředí výtvarného zájmu Libora Beránka jsou často výjevy z městských periférií, motivy z říše rostlin, hmyzu, poeticky zachycuje událostí běžného života.

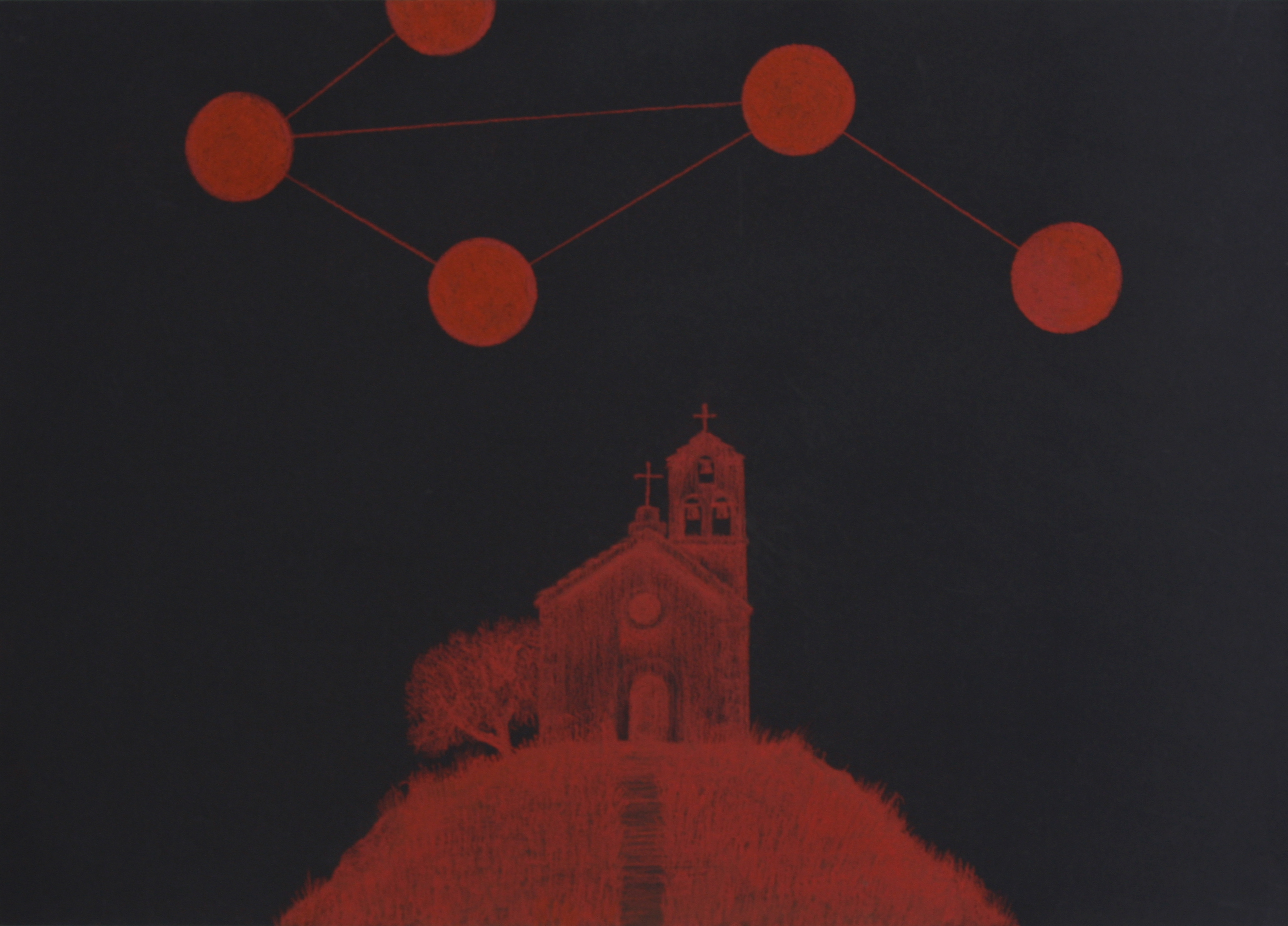
Kostel 2010, křída na papíře

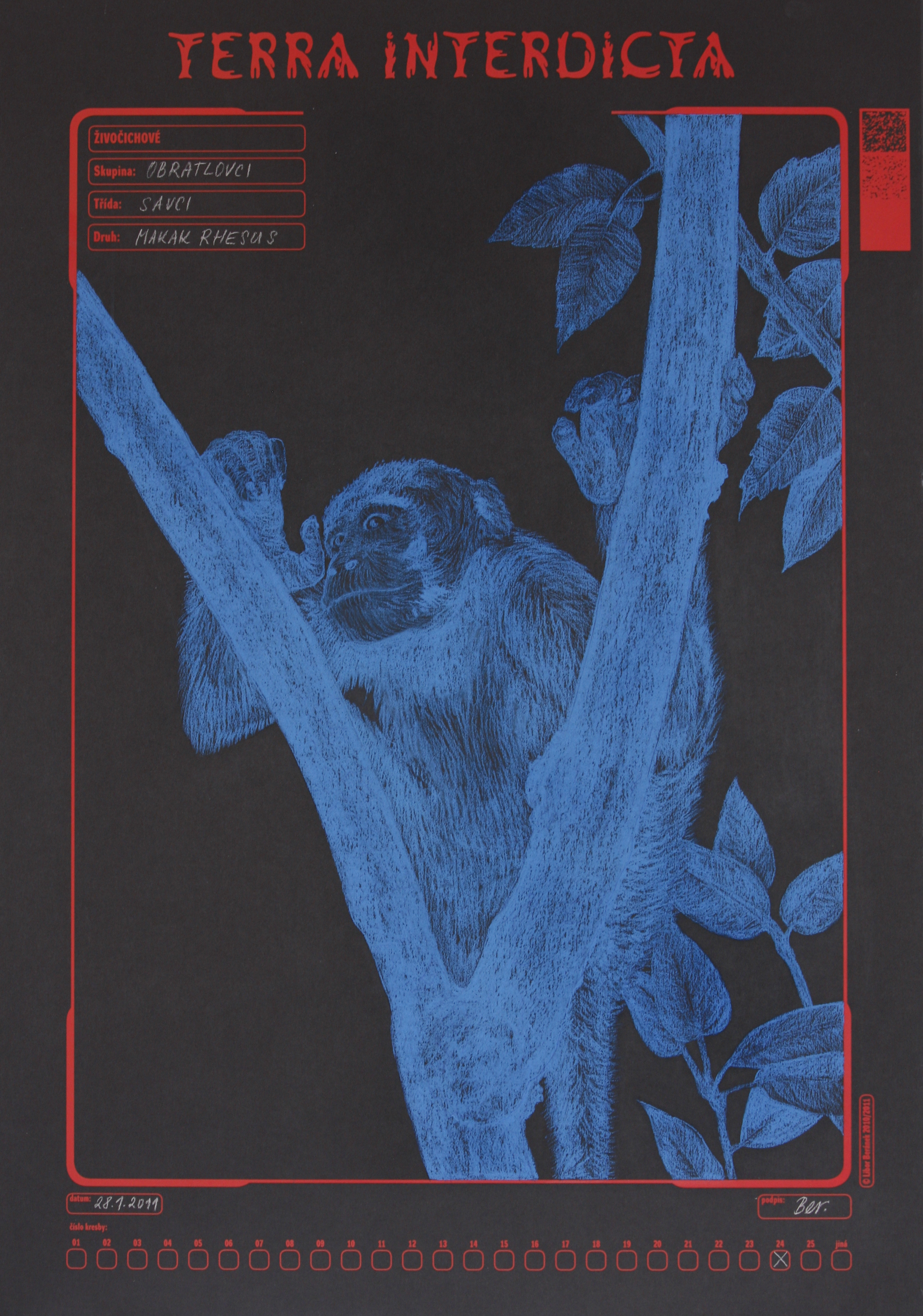
Opice Makak, Rhesus Cyklus Terra Interdicta 2011, sítotisk,křída

### Výstavy
Samostatné
- 1994 spolu s Tomášem Horným v koncertní síni Pražského jara, kostel sv. Vavřince, Malá Strana, Praha
- 1996 „Background“ Galerie Malostranská beseda, Praha
- 1996 samostatná výstava v nakladatelství a galerii Aulos v Praze
- 1997 „Jev jako symbol“ - výstava s Petrem Vogelem v galerii Fronta, Praha
- 1997 „Tušené průsečíky“ Galerie Vyšehrad, Národní kulturní památka Vyšehrad, Praha
- 1998 „Krajina jako předobraz“, výstava v galerii hradu Rožmberk, Rožmberk nad Vltavou
- 1999 výstava ilustrací ke knize "Oheň na sněhu“, knihkupectví Týnské literární kavárny, Praha 1
- 1999 „Vnitřní - vnější model“ výstava v galerii Josefa Sudka, Malá Strana, Praha 1
- 2000 „Princip duality“ - výstava v galerii Fronta, Praha
- 2002 výstava kreseb v galerii Bašta, Prostějov
- 2003 „Libor Beránek - Kresby“ výstava v Galerii a obchodu s ručním papírem, Praha
- 2004 „Utopie“ výstava kreseb v galerii Chagall, Bruäperk
- 2005 „Libor Beránek - Nové kresby“ výstava v Galerii a obchodu s ručním papírem, Praha 1
- 2006 „12 kreseb“ výstava v koncertní síni Pražského jara, kostel sv. Vavřince, Malá Strana, Praha 1
- 2007 „Retrospektiva“ výstava v koncertní a výstavní síni Atrium, Praha 3
- 2009 „Paměť místa“ výstava v Galerii 9 ve Vysočanské radnici, Praha
- 2009 „Jiné světy“ výstava v Literární kavárně H+H, Praha 1
- 2010 „Tušení souvislostí“ výstava v galerii na Vodním hradě, Budyně nad Ohří
- 2011 „Terra Interdicta“ výstava v Galerii pod radnicí, Praha 3
- 2012 „Dámská strategie“ výstava v Galerii Altán Klamovka, Praha 5
- 2012 „Melancholie“ výstava v Oblastní galerii v Liberci
- 2013 „Matiné“ výstava v Galerii Výtoň, Praha 1
- 2015 „Insecta“ výstava v Galerii pod radnicí, Praha 3
- 2016 „Kresby“ budova SUDOP, Praha 3
- 2016 „Retrospektiva 2“ výstava v koncertní a výstavní síni Atrium, Praha 3
- 2017 „Město jako krajina“ Vinotéka Voršilka, Praha 1
- 2018 „Libor Beránek - příběhy“ výstava v koncertní síni Pražského jara, kostel sv. Vavřince, Malá Strana, Praha
- 2019 "Solaris" Galerie Toyen Praha 3
- 2021 "La Dolce Vita" Galerie Vodního hradu v Budyni nad Ohří
- 2022 " Nálady úsvitu" Galerie U zřícené lávky, Praha Trója
- 2023 " The Way of Water" výstava v koncertní síni kostela sv. Vavřince, Praha 1

### Ocenění
- 1993 Cena "Nadání Josefa, Marie a Zdeňky Hlávkových“
- 1994 Cena rektora VŠUP za diplomovou práci
- 1995 jedna z cen "Nejkrásnější kniha roku 1994“, kterou vyhlašuje Památník národního písemnictví v Praze
- 1996 Bienále knižného umenia v Martine, Cena primátora mesta Martin (za nejvýraznější výtvarný přínos v kategorii do 35 let)
- 1996 Cena Waltera Thiemanna (Německo)
- 1996 stříbrná medaile v soutěži Stiftung Buchkunst (International competition "Best designed books from all over the world“), Lipsko, (Německo)
- 1998 spolupráce na knize oceněné bronzovou cenou v soutěži "Nejkrásnější kniha roku 1997“, kterou vyhlašuje Památník národního písemnictví v Praze (kategorie učebnic)
- 2006 nominace v technice lino v soutěži Grafika roku 2005
- 2010 nominace v technice sítotisk v soutěži Grafika roku 2009
- 2014 Čestné uznání v kategorii sítotisk v soutěži Grafika roku 2013

### Zastoupení ve sbírkách
Uměleckoprůmyslové muzeum Praha, Památník národního písemnictví Praha, Galerie Klatovy – Klenová, Archiv galerie Losín, Národní muzeum Praha, depozitář Galerie Vodního hradu Budyně nad Ohří.